# Haloconcha refleza
Haloconcha refleza är en snäckart som först beskrevs av Dall 1884.  Haloconcha refleza ingår i släktet Haloconcha och familjen strandsnäckor. Inga underarter finns listade i Catalogue of Life.